# Esquirol volador de Beecroft
L'esquirol volador de Beecroft (Anomalurus beecrofti) és una espècie de rosegador de la família dels anomalúrids. Alguns autors (Hutterer i Grubb, 2004) el classifiquen dins el seu propi gènere, Anomalurops.

## Distribució i hàbitat
Viu a Angola, el Camerun, la República del Congo, la República Democràtica del Congo, Costa d'Ivori, Guinea Equatorial, el Gabon, Ghana, Guinea, Guinea-Bissau, Libèria, Nigèria, el Senegal, Sierra Leone, Togo, Uganda i Zàmbia. Els seus hàbitats naturals són els boscos secs tropicals o subtropicals, els boscos humits de plana tropicals o subtropicals i les plantacions.

## Descripció
L'esquirol volador de Beecroft és un esquirol de mida mitjana que té una longitud de cos d'uns 28 centímetres i una cua de 21 centímetres. El seu pelatge es suau i espès, amb les parts superior tigrades de color gris pissarra i les parts inferiors d'un gris més pàl·lid amb una brillantor ataronjada. Té una marca pàl·lida a la mollera i una altra al clatell. Té una membrana que s'estén de les extremitats davanteres cap a les posteriors i cap a la cua, que és de color negre i té entre 16 i 18 escames la part inferior prop de la seva base.

## Comportament
Es tracta d'animals principalment nocturns, que passen el dia a nius fets amb branquetes i fulles a la part superior dels arbres. Al vespre abandonen els nius planejant fins a les branques més baixes per alimentar-se d'anous, fruits, llavors, fulles i escorça. Poden córrer per les branques, però molt poques vegades baixen fins a terra, ja que les membranes dels laterals els dificulten la locomoció terrestre. Les escames de la cua poden servir al propòsit d'alentir el descens en l'aterratge després d'una planejada. Poden viure en solitari o en parelles, o amb d'altres individus al mateix arbre. Es comuniquen per mitjà de crits descrits com "quelcom entre un xiulet i un udol". De vegades emet piulades i tenen un crit d'alarma com un xiuxiueig. Es força probable que el seu oïda sigui agut.

## Conservació
Està amenaçat per la pèrdua d'hàbitat, encara que és una espècie comuna que està àmpliament distribuïda, i per això la Unió Internacional per la Conservació de la Natura l'ha situat dins la categoria de risc mínim.